# De'Jon Davis
De'Jon Davis (Oakland, 8 agosto 1998) è un cestista statunitense, professionista in Europa.

## Carriera
Dopo i quattro anni alla California Baptist University, prima in Division II e poi in Division I, sbarca in Europa firmando con il Beşiktaş, con i quali tuttavia gioca una sola partita. Successivamente passa all'AEK Larnaca BC a Cipro con i quali completa la stagione 2020-2021, vincendo coppa nazionale e campionato. La stagione successiva passa al massimo campionato greco tra le file del KAE Apollon Patrasso. Il 3 agosto del 2022 firma per l'Universitäts-Sport-Club Heidelberg in Basketball Bundesliga.

## Statistiche

### NCAA II
| Anno      | Squadra     | PG | PT | MP   | TC%  | 3P%  | TL%  | RP  | AP  | PRP | SP  | PP  |
| --------- | ----------- | -- | -- | ---- | ---- | ---- | ---- | --- | --- | --- | --- | --- |
| 2016-2017 | CBU Lancers | 31 | 0  | 11,0 | 45,7 | -    | 71,1 | 4,2 | 0,1 | 0,2 | 0,4 | 3,4 |
| 2017-2018 | CBU Lancers | 34 | 0  | 15,3 | 63,4 | 33,3 | 86,0 | 5,0 | 2,0 | 0,4 | 0,5 | 8,2 |
| Carriera  | Carriera    | 65 | 0  | 13,2 | 57,4 | 33,3 | 80,9 | 4,6 | 0,2 | 0,3 | 0,5 | 5,9 |

### NCAA I
| Anno      | Squadra     | PG | PT | MP   | TC%  | 3P%  | TL%  | RP  | AP  | PRP | SP  | PP   |
| --------- | ----------- | -- | -- | ---- | ---- | ---- | ---- | --- | --- | --- | --- | ---- |
| 2018-2019 | CBU Lancers | 30 | 29 | 29,4 | 49,1 | 28,2 | 81,0 | 9,2 | 0,5 | 0,5 | 0,4 | 10,3 |
| 2019-2020 | CBU Lancers | 31 | 31 | 26,7 | 54,7 | 43,5 | 74,5 | 9,7 | 1,0 | 0,5 | 0,5 | 11,6 |
| Carriera  | Carriera    | 61 | 60 | 28,0 | 52,1 | 33,9 | 77,8 | 9,4 | 0,7 | 0,5 | 0,4 | 11,0 |

#### Massimi in carriera
- Massimo di punti: 31 vs Seattle (29 febbraio 2020)[4]
- Massimo di rimbalzi: 19 (2 volte)
- Massimo di assist: 2 (13 volte)
- Massimo di palle rubate: 2 (5 volte)
- Massimo di stoppate: 3 (3 volte)
- Massimo di minuti giocati: 41 vs Arkansas-Pine Bluff (23 novembre 2018)

## Palmarès
- Campionato cipriota: 1

2020-2021
- Coppa di Cipro: 1

2020-2021